# Lauromacromia
Genre
Lauromacromia est un genre de libellules de la famille des Synthemistidae (sous-ordre des Anisoptères, ordre des Odonates).

## Systématique
Le genre Lauromacromia a été créé en 1970 par l'entomologiste néerlandais Dirk Cornelis Geijskes (d) (1907-1985).

## Liste d'espèces
Selon BioLib (5 septembre 2021) :
- Lauromacromia bedei Machado, 2005
- Lauromacromia dubitalis (Fraser, 1939)
- Lauromacromia flaviae Machado, 2002
- Lauromacromia luismoojeni (Santos, 1967)
- Lauromacromia melanica Pinto & Carvalho, 2010
- Lauromacromia picinguaba Carvalho, Salgado & Werneck-de-Carvalhom, 2004